# 罗伯特·拉福莱特
老罗伯特·M·拉福莱特（英語：Robert M. La Follette Sr.，1855年6月14日—1925年6月18日）是一位美国律师和政治家，曾任威斯康辛州州长和美国参议员与众议员。
1957年，一个参议院委员会将拉福莱特与亨利·克莱、丹尼尔·韦伯斯特、约翰·C·卡尔霍恩、 罗伯特·A·塔夫脱并列为美国最伟大的五位参议员。